# Snowblind (film 1921)
Snowblind è un film muto del 1921 diretto da Reginald Barker. La sceneggiatura di J.G. Hawks si basa sull'omonimo racconto di Katharine Newlin Burt pubblicato su Redbook dal dicembre 1920 al febbraio 1921. Prodotto e distribuito dalla Goldwyn Pictures, aveva come interpreti Mary Alden, Russell Simpson, Pauline Starke, Cullen Landis.

## Trama

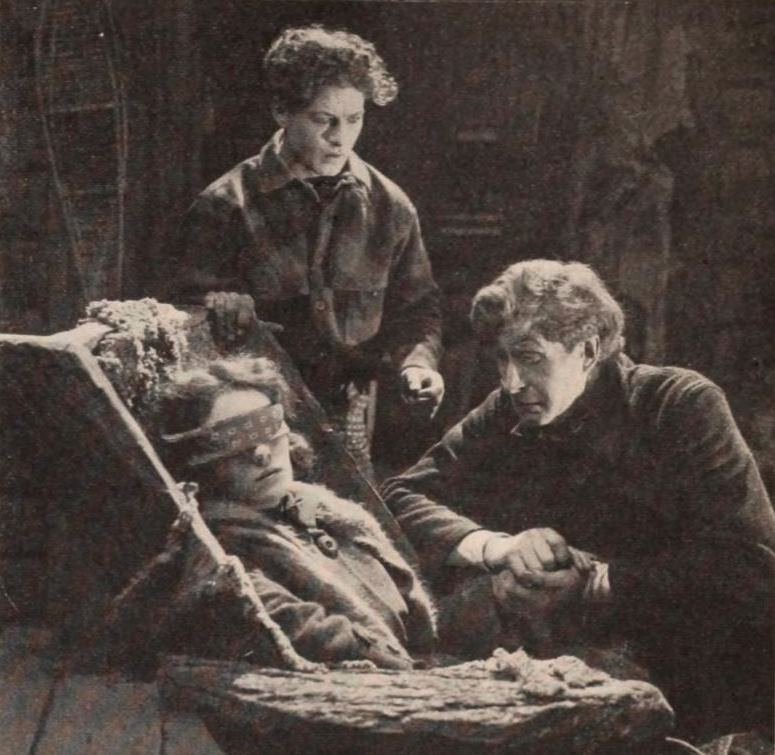
Pauline Starke, Cullen Landis e Russell Simpson

Fuggito dall'Inghilterra per scampare a un'accusa di omicidio, Hugh Garth si rifugia nei territori canadesi del Nord-Ovest insieme al fratello minore Pete e a Bella, una ragazza che gli è molto devota nonostante i suoi modi brutali. Un giorno Hugh incontra Sylvia: la ragazza è temporaneamente cieca, dopo essere stata abbacinata dai cumuli di neve. Pur non vedendolo, Sylvia si innamora di lui. Quando però recupera la vista, scopre la verità su Hugh e gli nasconde di essere guarita. Rimasta insieme a Pete durante una tempesta di neve, gli confessa il suo amore per lui. Rendendosi conto che lei non lo ama più, Hugh affronta le rapide insieme a Bella, lasciando liberi i due innamorati.

## Produzione
Il film fu prodotto dalla Goldwyn Pictures Corporation. L'8 gennaio 1921, il Motion Picture News riportava che la troupe del film era tornata da Banff, in Canada, dopo tre settimane di riprese in esterni. Il cast e la troupe, dopo il ritorno in California, erano pronti a partire per la Yosemite Valley per un'altra settimana di riprese.

## Distribuzione
Il copyright del film, richiesto dalla Goldwyn Pictures, fu registrato il 16 maggio 1921 con il numero LP16547.

Distribuito dalla Goldwyn Pictures Corporation, il film uscì nelle sale statunitensi il 22 maggio 1921.
Copia completa della pellicola si trova conservata negli archivi della Library of Congress di Washington.